# La gemma di Kaiburr
La gemma di Kaiburr (Splinter of the Mind's Eye) è un romanzo ambientato nell'Universo espanso di Guerre stellari scritto da Alan Dean Foster e pubblicato inizialmente nel 1978 da Del Rey Books. È ambientato nel periodo compreso tra Una nuova speranza e L'Impero colpisce ancora. In Italia è uscito nel 1979 edito da Mondadori nella collana Oscar Fantascienza.
I personaggi principali sono Luke Skywalker, la principessa Leila, D-3BO, C1-P8, e Dart Fener.

## Trama
Luke e Leila, assieme a C1-P8 e D-3BO, stanno viaggiando verso Circarpous IV per convincere gli abitanti ad unirsi sotto la bandiera dei Ribelli. L'Y-Wing di Leila e l'X-Wing di Luke riscontrano dei problemi e una strana e colorata tempesta di energia li costringe ad atterrare in modo brusco su un pianeta desolato e paludoso, Circarpous V (chiamato anche Mimban). Dopo un breve viaggio nella foresta locale giungono ad una città e scoprono che è invasa dagli assaltatori Imperiali; riescono a rifugiarsi in una locanda, dopo aver rubato degli indumenti da minatori, e là fanno la conoscenza di Halla, una vecchia donna sensibile alla Forza che parla loro della mitica "gemma di Kaiburr", un cristallo custodito nel tempio del dio Pomojema con la capacità di assorbire la Forza. Usciti dalla locanda, Leila e Luke vengono attaccati da dei balordi e, a seguito di una colluttazione, vengono tutti arrestati dagli assaltatori e condotti alla prigione locale, supervisionata dallo spregevole capitano sovrintendente imperiale Grammel. Con l'aiuto di due Yuzzum prigionieri, Kee e Hin, e di Halla, Luke e Leila riescono a fuggire nella foresta e decidono di raggiungere il tempio di Pomojema. Durante il viaggio s'imbattono nei nativi Coway, in una grotta, e a seguito di un combattimento tra Luke e uno degli indigeni, gli assaltatori imperiali guidati da Dart Fener e Grammel li attaccano. A seguito della battaglia, i nostri eroi giungono al tempio: un mostro gigantesco protegge l'ingresso al luogo sacro ma Luke riesce ad ucciderlo, rimanendo però bloccato da un masso. Nel frattempo Fener, deluso per la fuga dei Ribelli, uccide Grammel tagliandolo brutalmente in due e raggiunge il tempio, disattivando C1 e 3BO e uccidendo Kee e Hin. Appare poi dinanzi a Luke e Leila e quest'ultima, in preda alla rabbia, decide di affrontare il Sith con la spada laser di Luke ma esce dallo scontro ferita e malconcia. Un morente Hin arriva in tempo per liberare Luke dal masso e questi affronta per la prima volta Fener, riuscendo, dopo essersi concentrato, a tagliargli il braccio destro. Proprio mentre Fener sta per riprendere a combattere il terreno sotto di lui cede e il Sith precipita in un baratro, permettendo ai Ribelli di salvarsi. Luke e Leila riescono a salvarsi dalla morte con il potere della gemma di Kaiburr e fuggono assieme ad Halla e i due droidi.

## Produzione
Il libro era stato appositamente commissionato allo scrittore per costituire il soggetto di un seguito a basso costo di  Guerre stellari (in alternativa a L'impero colpisce ancora), se il primo film non fosse stato sufficientemente remunerativo.  Per questo motivo non compaiono personaggi i cui attori, all'epoca della redazione del romanzo, non avevano ancora rinnovato il contratto con la casa di produzione. In particolare viene soltanto citato di sfuggita uno dei protagonisti della trilogia originale, Ian Solo, interpretato da Harrison Ford; Chewbecca, invece, è completamente assente.
Nell'adattamento a fumetti del romanzo, realizzato da Terry Austin e Chris Sprouse, appare anche l'ammiraglio Firmus Piett, che nel libro è assente.
La copertina del romanzo è stata realizzata da Ralph McQuarrie, uno degli illustratori ufficiali della saga.

## Edizioni
(elenco parziale)
- Splinter of the Mind's Eye, First Ed, Paperback, 1978. Alan Dean Foster, ISBN 0-345-32023-9
- Splinter of the Mind's Eye, First Ed, Hardback, 1978. Alan Dean Foster, ISBN 0-345-27566-7
- Splinter of the Mind's Eye, Book Club Ed, Hardback, 1978. Alan Dean Foster, Book Club # 2597
- Alan Dean Foster, La gemma di Kaiburr, traduzione di Ursula Olmini Soergel, Mondadori, 1979,  p. 175.